# خورخه کلاروس
خورخه کلاروس (اسپانیایی: Jorge Claros‎؛ زاده ۸ ژانویهٔ ۱۹۸۶) یک بازیکن فوتبال اهل هندوراس است.
وی همچنین در تیم ملی فوتبال هندوراس بازی کرده‌است